# Жертва Мазурка

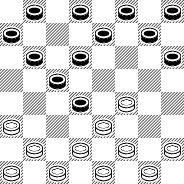

Жертва Мазурка (встречается также Гамбит Мазурка), Жертва П. Мазурка 
```
— 
дебют
 в 
русских шашках
. Назван по жертве Мазурка, проходящей после ходов 
1.cd4 dc5 2.gf4 cd6 3.de5
 и 
f:e4.4. hg3
.  Дебют  включён в таблицы жеребьевки начальных  ходов  в  заочных соревнованиях 
[
2
]
```

Характерная жертва может проходить в других дебютах
Жертву первым применил Мазурок.
Жертва  П.Мазурка  рассчитана, по словам гроссмейстера-заочника Сергея Кацтова, "скорее всего, на любителей острых  ощущений, на  игроков, 
нацеленных  на  борьбу  в нестандартных, порой запутанных  ситуациях"  . 